# Zapasy na Igrzyskach Śródziemnomorskich 1959
Zapasy na Igrzyskach Śródziemnomorskich 1959 odbywały się w październiku w Bejrucie.

## Tabela medalowa
Gospodarz zawodów został zaznaczony kolorem.
| Miejsce | Kraj                          | Złoto | Srebro | Brąz | Razem |
| 1       | Turcja                        | 12    | 2      | 1    | 15    |
| 2       | Zjednoczona Republika Arabska | 2     | 6      | 5    | 13    |
| 3       | Liban                         | 1     | 2      | 4    | 7     |
| 4       | Jugosławia                    | 1     | 1      | 0    | 2     |
| 5       | Francja                       | 0     | 5      | 3    | 8     |
| 6       | Grecja                        | 0     | 0      | 2    | 2     |
| 7       | Hiszpania                     | 0     | 0      | 1    | 1     |
| Poz.    | Razem:                        | 16    | 16     | 16   | 48    |

## Wyniki mężczyźni

### styl wolny
| Waga   | Złoto:        | Srebro:                      | Brąz:                   |
| 52 kg  | Mehmet Kartal | André Zoete                  | Abbas Husajn Chamis     |
| 57 kg  | Bayram Uysal  | Hani Ibrahim Mounteche       | Ibrahim Ahmed Abdelatif |
| 63 kg  | Mehmet Gocur  | Georges Ballery              | Muhammad Ahmad ad-Dib   |
| 67 kg  | Hilmi Gezici  | Roger Bielle                 | Ioannis Manganas        |
| 73 kg  | Mahmut Atalay | As-Sajjid Hasan Ali Rifa’i   | René Schiermeyer        |
| 79 kg  | Ziya Doğan    | Muhammad Rafat Wahdan        | André Saade             |
| 87 kg  | Bekir Büke    | Muhammad Dżamal al-Ajdarus   | Maurice Jacquel         |
| +87 kg | Hamit Kaplan  | Muhammad Mahmud asz-Szarkawi | Abbas Moussoulmani      |

### styl klasyczny
| Waga   | Złoto:                  | Srebro:               | Brąz:                |
| 52 kg  | Dursan Ali Eğribaş      | Borivoje Vukov        | Osman El-Sayed       |
| 57 kg  | Kamal as-Sajjid Ali     | Michel Nakouzi        | Michail Teodoropulos |
| 63 kg  | Elie Naasan             | Mustafa Hamid Mansur  | Niyazi Tanelli       |
| 67 kg  | Rıza Doğan              | Roger Bielle          | Kamil Husajn         |
| 73 kg  | Stevan Horvat           | Mithat Bayrak         | René Schiermeyer     |
| 79 kg  | Ziya Doğan              | Muhammad Rafat Wahdan | Yacoub Romanos       |
| 87 kg  | Tevfik Kış              | Maurice Jacquel       | Jean Saade           |
| +87 kg | Al-Husajn Ibrahim Ahmad | Süleyman Baştimur     | Diego Ariel          |